# جوردن هاميلتون
جوردن هاميلتون (بالإنجليزية: Jordan Hamilton)‏ مواليد 6 أكتوبر 1990، هو لاعب كرة سلة أمريكي يلعب مع فريق لوس أنجلوس كليبرز في الرابطة الوطنية لكرة السلة ويحمل الرقم 1. يبلغ طوله 6 قدم 7 بوصة (2.0 م).

## فرق لعب لها
- دنفر ناغتس
- هيوستن روكتس
- لوس أنجلوس كليبرز

## روابط خارجية
- جوردن هاميلتون على موقع إن بي أي (الإنجليزية)
- جوردن هاميلتون على موقع دوري كرة السلة الياباني للمحترفين (اليابانية)
- جوردن هاميلتون على موقع الدوري التايواني الممتاز لكرة السلة (الصينية)
- جوردن هاميلتون على موقع سبورتس رفرنس (الإنجليزية)
- جوردن هاميلتون على موقع كرة السلة الأوروبية.كوم (الإنجليزية)
- جوردن هاميلتون على موقع إي إس بي إن.كوم (الإنجليزية)
- جوردن هاميلتون على موقع كلية كرة السلة في سبورتس رفرنس.كوم (الإنجليزية)
- جوردن هاميلتون على موقع ريلجم (الإنجليزية)
- جوردن هاميلتون على موقع بروبوليرز (الإنجليزية)
- جوردن هاميلتون على موقع سبورتس رفرنس (الإنجليزية)